# Anales de Literatura Española
Anales de Literatura Española es una revista científica que cubre el área de la literatura española. Creada en 1982 por el Área de Literatura del Departamento de Filología Española, Lingüística General y Teoría de la Literatura de la Universidad de Alicante (UA), la revista nació con una periodicidad anual al servicio de los estudios de la literatura hispánica en cada una de sus vertientes, combinando las líneas de investigación con las aportaciones de reconocidos hispanistas.
Desde 2020, la revista tiene una periodicidad semestral. Su primer número del año, editado en el mes de enero, tendrá un carácter monográfico; el segundo, en junio, de carácter misceláneo, incluirá una sección de reseñas.